# Antonius a Kleopatra

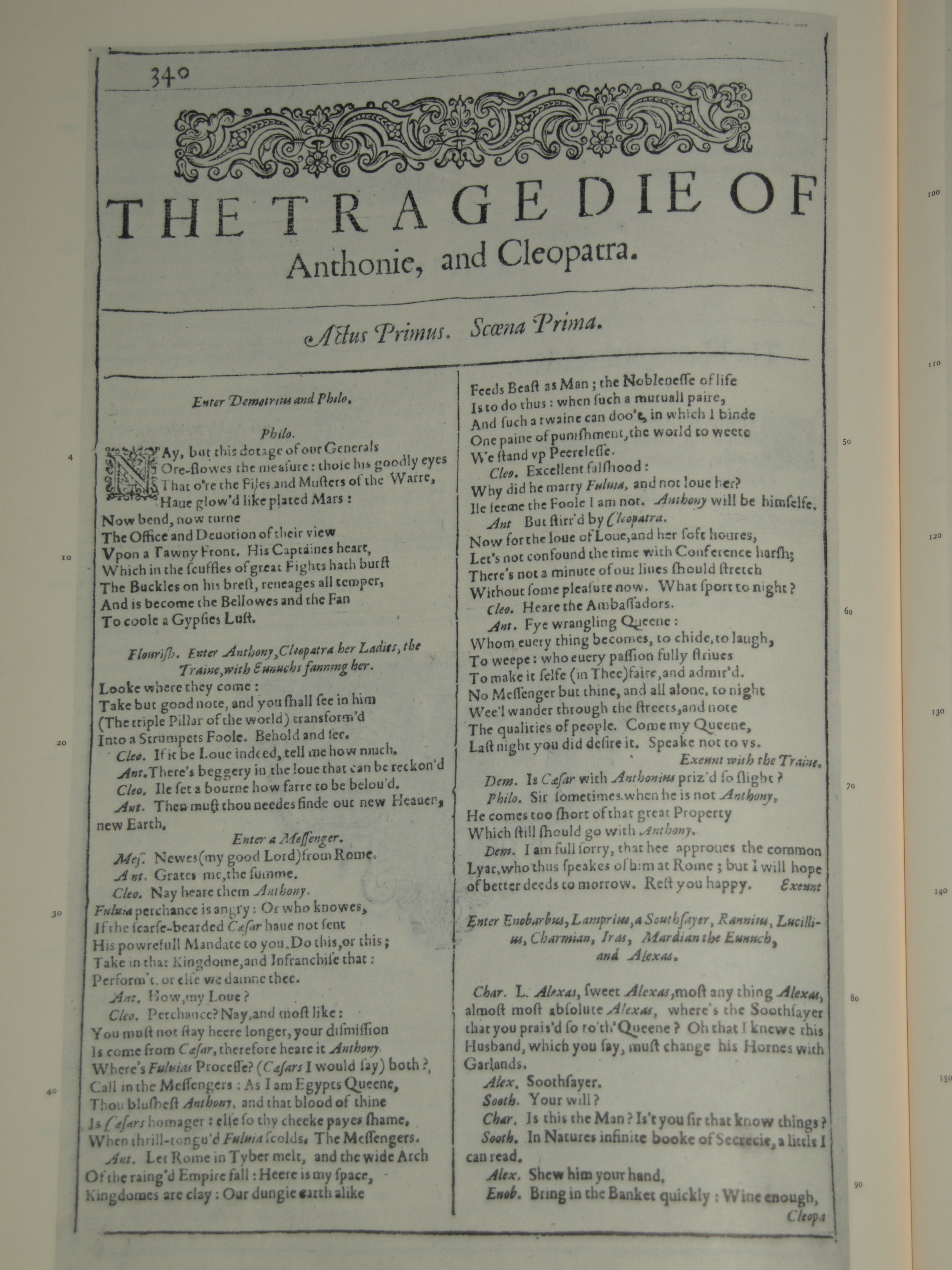
Faksimile první strany Antonia a Kleopatry z roku 1623.

Antonius a Kleopatra je tragédie Williama Shakespeara, která vznikla někdy mezi lety 1603 a 1607. Děj je založen na překladu Plutarchových Životů a jeho těžištěm je vztah mezi egyptskou královnou Kleopatrou a Marcem Antoniem od doby římsko-perských válek až po sebevraždu Kleopatry. Hlavním jejich protivníkem je budoucí císař Augustus (Octavianus).
Postava Kleopatry v této hře je někdy pokládána za jednu z nejsložitějších Shakespearových ženských postav. Často je ješitná a teatrální a svádí obecenstvo k tomu, aby jí opovrhovalo, Shakespeare však zároveň ji i Antonia obdařil tragickou vznešeností. To ostatně vedlo ke známým neshodám mezi kritiky.

## Postavy
- Marcus Antonius, římský generál a jeden ze tří mužů (triumvirů), kteří vládnou Římu po zavraždění Julia Caesara v roce 44 př. n. l.
- Octavius, jeden ze tří mužů (triumvirů), kteří vládnou Římu po zavraždění Julia Caesara
- Marcus Aemilius Lepidus, jeden ze tří mužů (triumvirů), kteří vládnou Římu po zavraždění Julia Caesara
- Kleopatra VII., královna Egypta
- Sextus Pompeius – syn Pompeia Velikého

Antoniova strana
- Canidius
- Gnaeus Domitius Ahenobarbus
- Ventidius
- Eros
- Scarus
- Dercetas
- Demetrius
- Philo: Antoniův přítel

Octaviova strana
- Octavia mladší, jeho sestra
- Marcus Vipsanius Agrippa, vojenský velitel a Octaviův rádce
- Publius Cornelius Dolabella
- Gaius Maecenas

## Děj

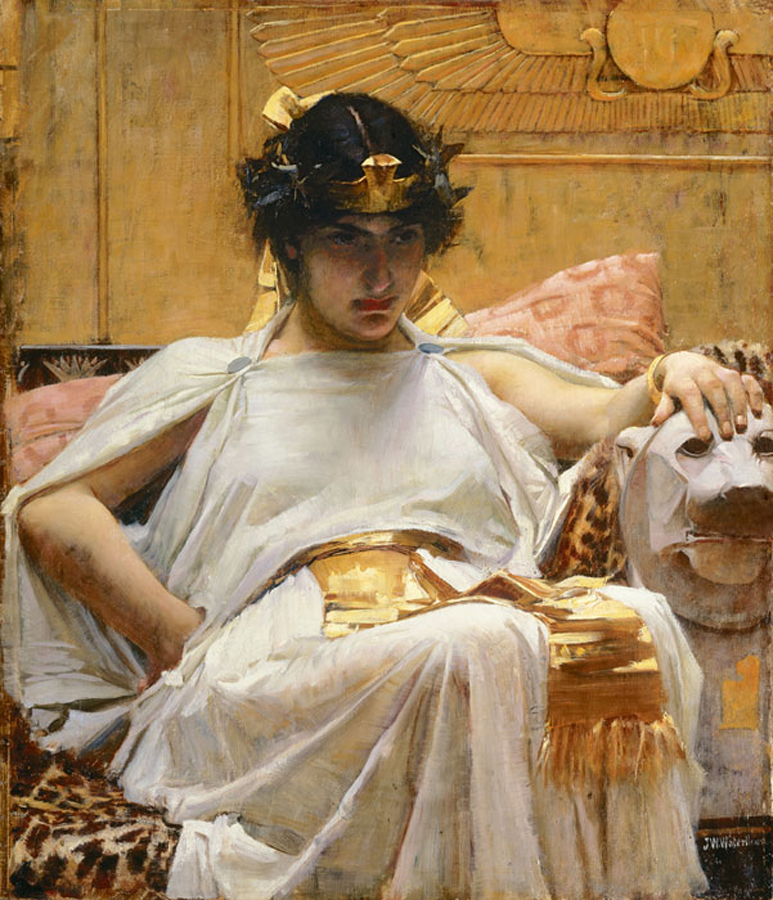
Kleopatra; John William Waterhouse (1888)

Caesar Octavius povolává Antonia z Alexandrie zpět do Říma, aby mu pomohl bojovat proti Sextu Pompeiovi, Menecratovi a Menasovi. Kleopatra Antonia žádá, aby neodjížděl, ten však, ačkoliv ji opakovaně ujišťuje o své lásce, nakonec odjíždí.
V Římě Agrippa navrhuje, aby se Antonius oženil s caesarovou sestrou Octavií, aby se upevnilo pouto mezi Octavianem a Antoniem. Antoniův muž Ahenobarbus však ví, že Octavie Antonia po Kleopatře nikdy nemůže uspokojit.
V Egyptě se Kleopatra dozvídá o Antoniově manželství a v hněvu trestá posla, který jí zprávu sdělil. Uklidní se až poté, co ji dvořané ujišťují, že Octavie je vlastně nevzhledná.
Triumvirové vyjednávají se Sextem Pompeiem a nabízí mu příměří. Může získat Sicílii a Sardinii, ale musí jí pomoci zbavit moře pirátů a posílat jim hold. Po určitém váhání Sextus souhlasí. Menas Sextovi naznačuje, že by mohl zabít triumviry a sám vládnout Římu, ale Sextus to odmítá jako nečestné. Později Caesar a Lepidus poruší uzavřené příměří. Antonius to neschvaluje a hněvá se.
Antonius se vrací do Alexandrie a korunuje sebe a Kleopatru vládci Egypta a východní třetiny římského impéria (což byla Antoniova část coby jednoho z triumvirů). Obviňuje Caesara, že mu nedal spravedlivý podíl Sextových území. Caesar s jeho podmínkami souhlasí, ale jinak je velmi rozladěn.
Antonius se připravuje na bitvu proti Caesarovi. Ahenobarbus žádá Antonia, že bojoval na pevnině, kde má výhodu, a ne na moři, kde má převahu Octavius. Antonius to odmítá, protože Octavianus ho vyzval k bitvě na moři. Kleopatra přislibuje svou flotilu, která má Antoniovi pomoci. Nicméně v půlce bitvy u Actia Kleopatra uniká se svými šedesáti loděmi a Antonius ji následuje a ponechává svou armádu napospas osudu. Antonius je zahanben tím, co udělal z lásky ke Kleopatře, a vyčítá jí, že z něj udělala zbabělce, ale zároveň tuto lásku staví nade všechno ostatní.

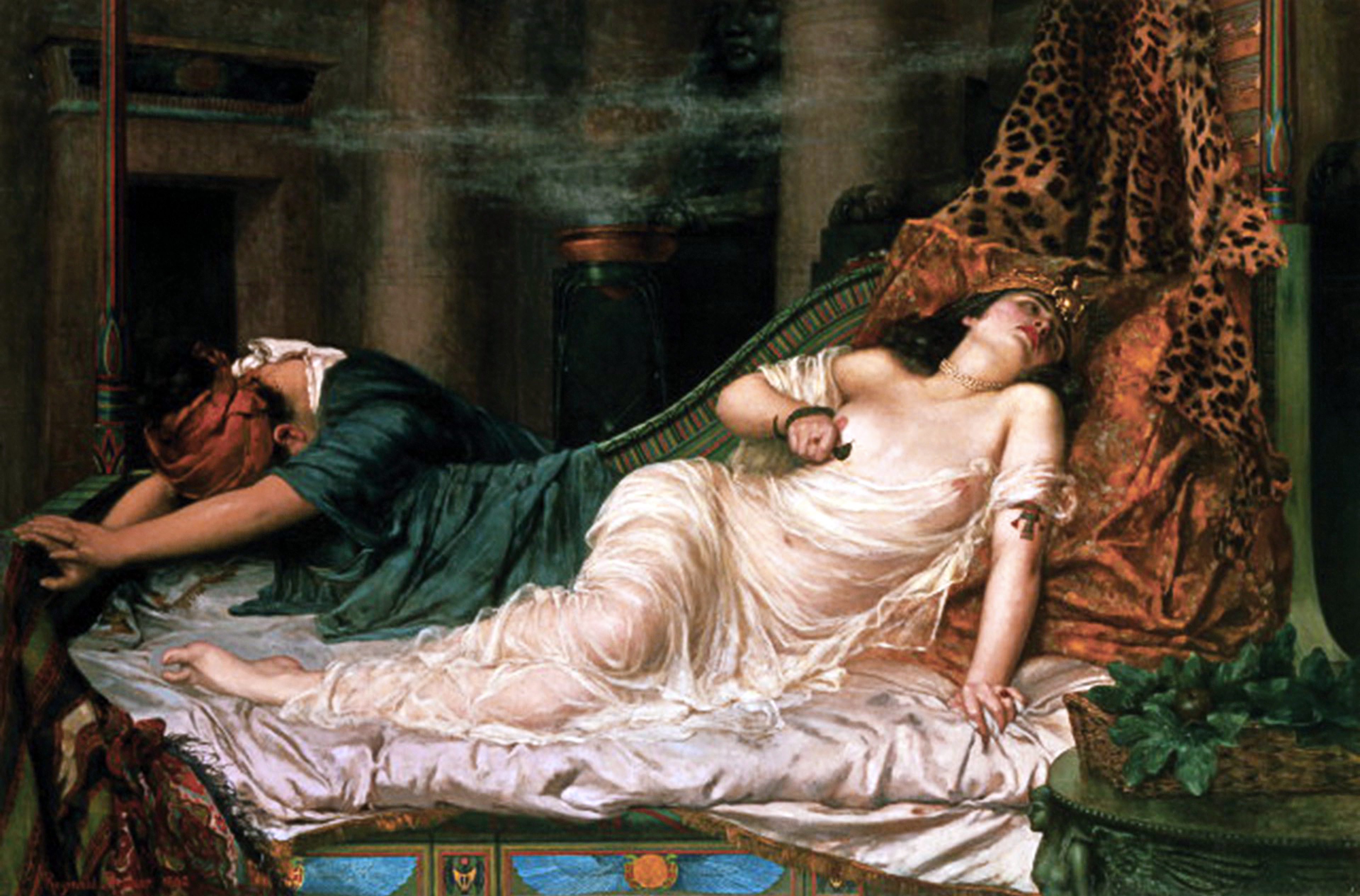
Smrt Kleopatry; Reginald Arthur (1892)

Octavius posílá Kleopatře vzkaz, aby opustila Antonia a přidala se na jeho stranu. Kleopatra váhá a flirtuje s poslem, když Antonius vstoupí na scénu a odsuzuje její chování. Posla nechá zmrskat. Nakonec Kleopatře odpouští a slibuje, že vybojuje další bitvu, tentokrát na pevnině.
Bitva se pro Antonia vyvíjí dobře, dokud ji Caesar nepřesune na moře. Antonius znovu prohrává, když Kleopatřiny lodě opouštějí bitvu – jeho vlastní flotila se vzdává a Antonius odsuzuje Kleopatru. Rozhoduje se, že ji za její zradu zabije. Kleopatra se pokouší získat zpět jeho lásku tak, že mu nechá poslat zprávu o tom, že se zabila se jeho jménem na rtech. Čeká na Antonia.
Její plán však ztroskotá. Místo aby se vydal na místo, kde měla zemřít, Antonius dochází k závěru, že už nemá proč žít. Žádá svého pomocníka Erose, aby ho probodl mečem, ale Eros to nedokáže udělat a raději se zabije sám. Antonius obdivuje jeho odvahu a pokusí se udělat totéž, ale podaří se mu jedině zranit se. V bolestech se dozvídá, že Kleopatra ve skutečnosti žije a nakonec umírá v její náruči.
Caesar přichází za Kleopatrou a pokouší se ji přesvědčit, aby se vzdala. Ta v hněvu odmítá, protože si nedokáže představit nic horšího, než aby ji triumfálně vedli ulicemi Říma. Kleopatra je zrazena a zajata Římany. Caesarovi dává to, co prohlašuje za veškeré své bohatství, ale zradí ji její pokladník, který tvrdí, že má ještě nějaké bohatství bokem. Octavius ji ujišťuje, že ho její bohatství nezajímá.
Kleopatra se nakonec rozhodně zabít se jedem a představuje si, že Antonia znovu potká v posmrtném životě. Caesar objevuje těla Kleopatry a jejích služek a nařizuje, aby ji pohřbili společně s Antoniem.